# マラテスティアーナ図書館

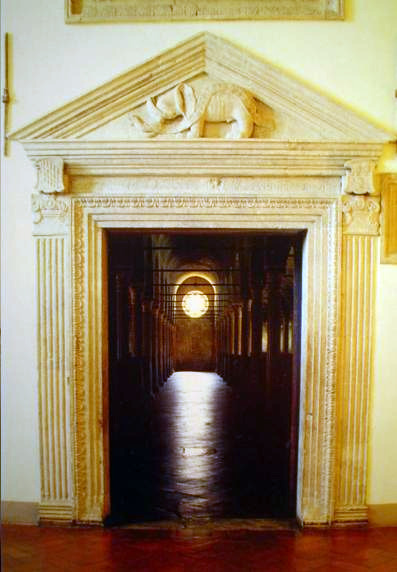
ホールへの入り口(ヌーティ室).

マラテスティアーナ図書館（マラテスティアーナとしょかん、イタリア語: Biblioteca Malatestiana）は、イタリアのエミリア＝ロマーニャ州チェゼーナにある公立図書館。ヨーロッパで最初の、自治体の財産としてすべての人間に開かれた市民図書館である。
マラテスタ家のチェゼーナ領主ドメニコ・マラテスタ（ノヴェッロ・マラテスタ） (Malatesta Novello) によって、1452年に開設された。このためマラテスタ・ノヴェッロ図書館としても知られる。建物はレオン・バッティスタ・アルベルティの弟子であるファーノのMatteo Nutiによって監督され、1447年から1452年にかけて建設された。
マラテスティアーナ図書館は世界にただ一つの人文主義的修道院と呼ばれ、会館以来550年にわたって構造、備え付け家具、写本などが保存されている。正面玄関はアゴスティーノ・ディ・ドュッチョの作品であり、くるみの木材でできたドアは1454年にできたとされクリストフォロ・デ・サン・ジョヴァンニ・イン・ペルシチェートによって彫刻された。
図書室内部は幾何学的なデザインであり、これは初期のイタリアルネサンスの典型的な例である。講堂は寺院的な形状で三つのホールを持ち、これらは10列の白の地元の石材でできた円柱で隔てられている。キャンパスはそれぞれの側廊に11室あり、ポールアーチ型である。中央の身廊は半円筒天井で、奥がノヴェッロの墓になっている。
家具類には58の机があり、両側に紋章が刻まれている。読書のために光が44のベネチア様式の窓から入って来るように設計されている。宗教、ギリシャやラテンの古典、科学と医療など様々な分野で340の貴重なコデックスが保存されている。図書館の中で最も古い原稿はイシドールスの『語源』の写本である。
2005年、国際連合教育科学文化機関はこの図書館を世界の記憶に選定し、登録した。

## 参照
- Sito ufficiale della Biblioteca Malatestiana